# Jacobswoude (gemeente)
Jacobswoude (uitspraakⓘ) is een voormalige gemeente in de Nederlandse provincie Zuid-Holland.
Jacobswoude ontstond in 1991 uit de samenvoeging van de gemeenten Woubrugge, Rijnsaterwoude en Leimuiden; zij bevatte ook het dorp Hoogmade en de buurtschappen Ofwegen en Bilderdam. De gemeente was genoemd naar het verdwenen dorp Jacobswoude.
Jacobswoude telde op 30 juni 2008 10.811 inwoners (bron: CBS) en had een oppervlakte van 41,56 km² (waarvan 4,96 km² water).
Op 1 januari 2009 is de gemeente Jacobswoude opgeheven. Samen met de eveneens opgeheven gemeente Alkemade vormt het nu de nieuwe gemeente Kaag en Braassem.